# Hugo Viana
Hugo Miguel Ferreira Gomes Viana (* 15. ledna 1983 Barcelos) je bývalý portugalský fotbalista. Portugalsko reprezentoval v letech 2001–2012, ve 29 zápasech, v nichž vstřelil jeden gól (Lotyšsku v kvalifikaci na mistrovství světa roku 2005). Získal bronzovou medaili na mistrovství Evropy v roce 2012. Zúčastnil se rovněž dvou světových šampionátů, mistrovství světa 2002 a 2006, kde Portugalci skončili čtvrtí. Hrál též na olympijských hrách v Athénách roku 2004. Dvakrát se probojoval do finále Evropské ligy, jednou se Sportingem Lisabon (2004/05) a jednou s Bragou (2010/11). V obou finále však jeho tým prohrál a na trofej nedosáhl. Se Sportingem se stal i mistrem Portugalska (2001–02). Hrál za něj v letech 2001–2002, poté působil v Newcastle United (2002–2006), Valencii (2006–2010), Braze (2010–2013), Al-Ahli Dubai (2013–2015) a Al Wasl FC (2015–2016).